# Nothotsuga longibracteata
Nothotsuga longibracteata är en tallväxtart som först beskrevs av Wan Chun Cheng, och fick sitt nu gällande namn av H. H. Hu och Christopher Nigel Page. Nothotsuga longibracteata är ensam i släktet Nothotsuga som ingår i familjen tallväxter. Inga underarter finns listade i Catalogue of Life.
Arten förekommer glest fördelad i Kina. Utbredningsområdet sträcker sig över södra Fujian, norra Guangdong, nordöstra Guangxi, nordöstra Guizhou, sydvästra Hunan och sydöstra Jiangxi. Trädet växer i kulliga områden och i bergstrakter mellan 300 och 3200 meter över havet. Vädret i regionen är tempererat till kyligt och årsnederbörden varierar mellan 1 000 och 2 000 mm.
I lägre områden bildas oftast skogar med lövträd av släktet Castanopsis, av släktet Lithocarpus, av eksläktet samt med cypressväxten Fokienia hodginsii. I högre lägen ingår arten i blandskogar med Fagus longipetiolata, Nyssa sinensis, näsduksträd, Pinus massoniana, Pinus fenzeliana och arter av rönnsläktet. Tallarna (släktet Pinus) är vanligen de högsta träden i skogarna. Ibland bildar Nothotsuga longibracteata med Tsuga chinensis trädgrupper där inga andra träd ingår.
Fram till 1990-talet blev flera exemplar fällda och Nothotsuga longibracteata listades en längre tid som starkt hotad. Avverkningarna blev fåtaliga efter 1992. Sedan 2013 listas arten av IUCN som nära hotad (NT).